# Terminalia arbuscula
Terminalia arbuscula är en tvåhjärtbladig växtart som beskrevs av Olof Swartz. Terminalia arbuscula ingår i släktet Terminalia och familjen Combretaceae. Inga underarter finns listade i Catalogue of Life.